# Nima Nakisa
Nima Nakisa (persan : نکیسا نیما) (né le 1er mai 1975 à Téhéran en Iran) est un footballeur international iranien, qui évoluait au poste de gardien de but.

## Biographie

### Carrière en sélection
Avec l'équipe d'Iran, il joue 12 matchs (pour aucun but inscrit) entre 1996 et 1998. 
Il figure dans le groupe des sélectionnés lors de la coupe du monde de 1998. Lors du mondial, il joue un match contre la Yougoslavie.
Il participe également à la coupe d'Asie des nations de 1996, où son équipe se classe troisième.

## Palmarès
- Champion d'Iran en 1996 et 1999 avec le Persépolis Téhéran
- Champion d'Iran en 2004 avec le PAS Téhéran
- Vainqueur de la Coupe d'Iran en 1999 avec le Persépolis Téhéran